# 28 iunie
ianuarie • februarie • martie  • aprilie  • mai  • iunie  • iulie  • august  • septembrie  • octombrie  • noiembrie  • decembrie
28 iunie este a 179-a zi a calendarului gregorian și a 180-a zi în anii bisecți. Mai sunt 186 de zile până la sfârșitul anului.

## Evenimente
- 1243: Inocențiu al IV-lea devine papă.
- 1358: Primul privilegiu comercial cunoscut acordat negustorilor brașoveni pentru Țara Românească; se confirmă existența unui drum comercial ce pornea din Transilvania pe Valea Prahovei și pe  Valea Buzăului spre Dunăre, cunoscut, mai târziu, sub numele de „drumul Brăilei”.
- 1491: Eduard al IV-lea este încoronat rege al Angliei.
- 1519: Carol al V-lea este ales împărat al Sfântului Imperiu Roman.
- 1581: A ieșit de sub tipar „Evanghelia cu învățătură" sau „Cazania", ultima și cea mai de seamă carte tipărită de diaconul Coresi.
- 1635: Guadelupa devine colonie franceză.
- 1651: Începe bătălia de la Beresteczko dintre Polonia și Ucraina, cea mai mare bătălie din secolul al XVII-lea.
- 1709: Petru cel Mare îl învinge pe Carol al XII-lea al Suediei în Bătălia de la Poltava.
- 1838: Are loc încoronarea Reginei Victoria a Regatului Unit.
- 1846: Adolphe Sax patentează saxofonul.
- 1883: Mihai Eminescu este arestat la Baia Mitrașevschi și internat la spitalul doctorului Alexandru A. Suțu.
- 1914: Atentatul de la Sarajevo: Arhiducele Franz Ferdinand al Austriei, a fost asasinat împreună cu soția sa, Ducesa Sofia, de către un extremist sârb, Gavrilo Princip. Acest eveniment a declanșat Primul Război Mondial.
- 1919: A fost semnat Tratatul de la Versailles, act ce a dus la încheierea Primului Război Mondial.
- 1926: Se înființează marca Mercedes-Benz prin fuziunea companiilor lui Gottlieb Daimler și Karl Benz.
- 1940: Al Doilea Război Mondial: România cedează Uniunii Sovietice Basarabia, nordul Bucovinei și ținutul Herța, după ce URSS îi pune ultimatum.[1]
- 1941: Al Doilea Război Mondial: Sovieticii opresc execuțiile în masă de la închisoarea Brygidki, Lwów (Polonia). Ele au început la 22 iunie. Dintre cei 13.000 de prizonieri, majoritatea polonezi, doar 600 au fost cruțați. 3 mii dintre prizonieri ucraineni.
- 1948: Iugoslavia este exclusă din blocul comunist.
- 1967: Israelul anexează Ierusalimul de est.
- 1982: Are loc vizita în România a fostului președinte al Statelor Unite, Richard Nixon.
- 1991: S-a deschis, la București, Casa Americii Latine.
- 1992: Este adoptată Constituția Estoniei.
- 1993: Andrei Șerban, director al Teatrului Național București, își prezintă demisia din această funcție, unul dintre motivele acestei decizii fiind indiferența factorilor de decizie față de cultură.
- 2001: Slobodan Milošević, președinte al Serbiei între 1989-1997, este deferit Tribunalului de la Haga, sub acuzația de crime împotriva omenirii.
- 2020: Bilanțul mondial al deceselor cauzate de COVID-19 depășește 500.000 de persoane.[2] Numărul de cazuri confirmate de COVID-19 depășește 10 milioane la nivel mondial.[3]

## Nașteri
- 1476: Papa Paul al IV-lea (d. 1559)
- 1491: Henric al VIII-lea, rege al Angliei (d. 1547)
- 1577: Peter Paul Rubens, pictor flamand (d. 1640)
- 1585: Sisto Badalocchio, pictor italian (d. 1647)
- 1712: Jean-Jacques Rousseau, filosof, scriitor francez de origine elvețiană (d. 1778)
- 1831: Joseph Joachim, violinist austriac (d.1907)
- 1867: Luigi Pirandello, dramaturg, prozator italian, laureat al Premiului Nobel pentru Literatură (d. 1936)
- 1871: Ion D. Berindey, arhitect român (d. 1928)
- 1889: Abbas el-Akkad, scriitor egiptean (d. 1964)
- 1906: Maria Goeppert-Mayer, fizician german, laureat al Premiului Nobel pentru Fizică (d. 1972)
- 1912: Sergiu Celibidache, dirijor român stabilit în Franța, membru de onoare al Academiei Române (d. 1996)
- 1912: Elisabeta Rizea, eroina a luptei anticomuniste din Romania (d. 2003)
- 1926: Mel Brooks, regizor și actor american
- 1928: Paul Urmuzescu, compozitor și regizor român (d. 2018)
- 1934: Michael Artin, matematician american
- 1938: Rodica Braga, scriitoare română
- 1940: Muhammad Yunus, economist, antreprenor, om de stat și lider al societății civile din Bangladesh,  Consilier Șef al guvernului interimar al Bangladeshului din 8 august 2024, pionierul conceptului modern de microcredit și microfinanțare, pentru care a fost distins cu Premiul Nobel pentru pace în 2006
- 1943: Klaus von Klitzing, fizician german, laureat al Premiului Nobel
- 1946: Robert Asprin, scriitor american (d. 2008)
- 1948: Kathy Bates, actriță americană
- 1951: Virgil Mihaiu, poet român
- 1954: Mircea Rusu, actor român
- 1962: Anișoara Cușmir-Stanciu, atletă română
- 1966: Adrian Lucaci, fotbalist român (d. 2020)
- 1971: Fabien Barthez, fotbalist francez
- 1971: Elon Musk, afacerist Sud African
- 1973: Kjetil-Vidar Haraldstad, baterist norvegian
- 1982: Irakli Garibașvili, politician georgian, prim-ministru al Georgiei (20 noiembrie 2013 - 30 decembrie 2015 și 22 februarie 2021 - 8 februarie 2024)
- 1987: Bogdan Stancu, fotbalist român
- 1994: Prințul Hussein bin Al Abdullah, prinț moștenitor al Iordaniei

## Decese
- 548: Teodora, împărăteasă bizantină, soția împăratului Iustinian I (n. 500)
- 683: Papa Leon al II-lea (n. 611)
- 767: Papa Paul I (n. 700)
- 928: Ludovic cel Orb, împărat carolingian (n. 880)
- 1385: Andronic al IV-lea Paleologul, împărat bizantin (n. 1348)
- 1598: Abraham Ortelius, cartograf și geograf flamand (n. 1527)
- 1757: Sofia Dorothea de Hanovra, regină a Prusiei, fiica lui George I al Marii Britanii (n. 1687)
- 1813: Gerhard von Scharnhorst, general prusac și Ministrul de Război al Prusiei (n. 1755)
- 1833: Gustaf Wilhelm Finnberg, pictor finlandez (n. 1784)
- 1836: James Madison, academician și politician american, al patrulea Președinte al Statelor Unite ale Americii (n. 1751)
- 1873: Andrei Șaguna, mitropolit al Transilvaniei (n. 1809)
- 1914: Arhiducele Franz Ferdinand al Austriei (n. 1863), și soția sa, Sofia, Ducesă de Hohenberg (n. 1868) (asasinați)
- 1916: Ștefan Luchian, pictor român (n. 1868)
- 1918: Albert Henry Munsell, pictor american (n. 1858)
- 1922: Velimir Hlebnikov, poet și dramaturg rus (n. 1885)
- 1980: José Iturbi, pianist și dirijor spaniol (n. 1895)
- 1992: Mihail Tal, jucător leton de șah (n. 1936)
- 1996: Isao Yamagata, actor japonez (n. 1911)
- 2011: Angélico Vieira, actor și cântăreț portughez (n. 1982)
- 2018: Harlan Ellison, scriitor american (n. 1934)
- 2020: Marián Čišovský, fotbalist slovac (n. 1979)
- 2021: Florin Condurățeanu, jurnalist român (n. 1950)

## Sărbători
- Aflarea moaștelor Sf. Mucenici, doctori fără de arginți, Chir și Ioan (calendar ortodox)
- Sf. Mc. Papia (calendar ortodox)
- Sf. Irineu, episcop martir (calendar evanghelic, anglican, romano-catolic)